# Nully
Nully is een gemeente in het Franse departement Haute-Marne (regio Grand Est) en telt 210 inwoners (2005). De oppervlakte bedraagt 17,84 km², de bevolkingsdichtheid is 12 inwoners per km².

## Demografie
Onderstaande figuur toont het verloop van het inwonertal (bron: INSEE-tellingen).

1. ↑  Populations de référence 2022.